# Сумасброды (фильм, 1983)
«Сумасброды» (англ. Screwballs) — канадская молодёжная комедия 1983 года Рафала Зелински. Создавалась под влиянием успеха фильма «Порки» (1982).
У фильма было два продолжения: «Сумасброды 2: Не в своём уме» (1985) и «Сумасбродный отель» (1988).

## Сюжет
Пятеро старшеклассников в виде наказания оставлены после уроков. Все они были наказаны по различным причинам. Например, гик Хоуи подсматривал за девочками при помощи системы зеркал, Мелвин мастурбировал на кухне в школьной столовой, а новичок Тим случайно зашёл в женскую раздевалку. Хотя все пятеро были наказаны по разным причинам, к наказанию каждого из них имеет отношение Пьюрити Буш. Пьюрити самая красивая девочка в школе и по слухам всё ещё девственница. Мальчики хотели бы как-нибудь отомстить ей. В конечном итоге они объединяются и начинают соревнование между собой на предмет того, кто из них первым сможет увидеть её грудь.
Школьники пробуют различные сумасбродные способы, чтобы осуществить задуманное, в том числе гипноз и афродизиак, из-за чего попадают в различные нелепые ситуации. В какой-то момент осуществить задуманное им всё же удаётся. В тот момент, когда Пьюрити исполняет гимн перед спортивным мероприятием, одежду с неё удаётся сорвать при помощи электромагнита. В этом случае грудь Пьюрити видит вся школа одновременно.

## В ролях
- Питер Келеган — Рик Маккей
- Кент Дойтерс — Брент Ван Дусен III
- Линда Спешл — Пьюрити Буш
- Алан Девё — Хоуи Бейтс
- Линда Шейн — Бутси Гудхед
- Джейсон Уоррен — Мелвин Джерковский
- Джим Коберн — Тим Стивенсон
- Терреа Смит — Ронда Рокетт
- Донни Боус — директор Стакофф

## Производство
Фильм создавался на студии Роджера Кормана New World Pictures в стиле фильма «Порки» (1982) из расчёта заработать на его популярности. Хотя фильм снимали в Канаде, показать в нём пытались американскую школу 1950-60-х годов, из-за чего фильм содержит множество ляпов и несоответствий. Например, старшеклассники в кинотеатре под открытым небом смотрят «Арену» с Пэм Гриер 1974 года.

## Рецензии
Критики приняли фильм плохо. Его сравнивали с фильмом «Порки», и эти сравнения были не в пользу «Сумасбродов». Роджер Эберт поставил фильму 1 звезду из 4-х, хотя и отметил, что это не самый плохой фильм в жанре. По его словам, после просмотра фильма возникает лишь один вопрос: почему действие перенесено в прошлое, если молодёжь, на которую он рассчитан, этого времени не знает.
Фильм заработал в прокате $2 млн при бюджете в $800 000.